# 278609 Avrudenko
278609 Avrudenko este un asteroid din centura principală de asteroizi.

## Descriere
278609 Avrudenko este un asteroid din centura principală de asteroizi. A fost descoperit pe 5 august 2008 la observatorul astronomic din Andrușivka. Asteroidul prezintă o orbită caracterizată de o semiaxă mare de 2,30 ua, o excentricitate de 0,22 și o înclinație de 1,8° în raport cu ecliptica.